# قاعدة عضوية

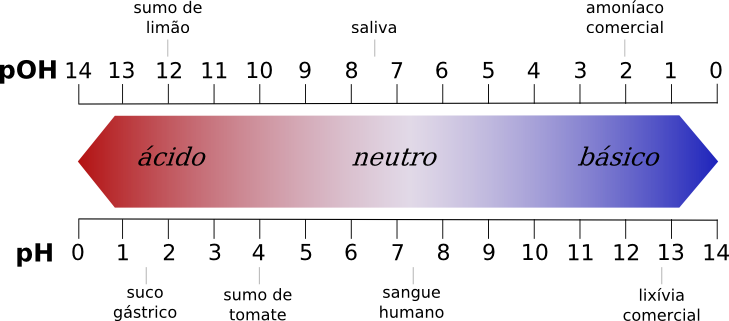

القلوي العضوي هو مركب عضوي له خواص قلوية. المواد القلوية العضوية عادة و لكن ليس دائما تعمل كمستقبلة للبروتونات, حيث انها عادة تحتوي على جزئ النتروجين و الذي يمكن إضافة بروتون له بسهولة. الأمينات و المركبات الحلقية غير المتجانسة التي تحتوي على النيتروجين هي عادةً مواد قلوية عضوية. على سبيل المثال:
- بيريدين
- ميثايل أمين
- إيميدازول
- بنزيميدازول
- هيستيدين
- فوسفازين
- و بعض من هيدروكسيدات الشوارد العضوية.